# J
J je desáté písmeno latinské abecedy.
- V kartografii a geografii písmeno j nebo J v češtině značí jih.
- V elektrotechnice je J označení standardní velikosti baterie ve tvaru válce o průměru 32 mm a délce 150 mm.
- Ve fyzice (hlavně elektrotechnice) je j označení imaginární jednotky (druhé odmocniny z −1), neboť obvyklejší označení i se používá pro elektrický proud.
- Ve fyzice se J využívá jako značka momentu setrvačnosti
- V kartách je J označení pro spodka.
- V matematice je j jedna ze tří imaginárních jednotek kvaternionů.
- J je mezinárodní poznávací značka Japonska.
- V soustavě SI je J značka jednotky energie joule.
- V šachu je J označení figury jezdce.
- V chemii bylo J v některé starší české literatuře značkou jodu.

## Historie
Písmeno J nebylo původně součástí latinské abecedy. Vzniklo v pozdější době jako zdobná varianta písmena I, které původně v latině označovalo samohlásku [i] i souhlásku [j]. Oba zvuky se považovaly za různé varianty téže hlásky (tzv. poziční alofony). J se začalo psát v římských číslicích místo I, pokud následovalo jiné I, například XXIIJ namísto XXIII (23). Teprve ve středověku se začalo používat k rozlišení [j] od [i]. Toto rozlišení poprvé použil v italštině Gian Giorgio Trissino ve svém díle Ɛpistola del Trissino de le lettere nuωvamente aggiunte ne la lingua italiana z roku 1524. Postupně začalo používat i v jiných jazycích. Přitom italština samotná od 19. století písmeno J téměř nevyužívá.
V češtině se J od středověku používalo k označení dlouhého [iː], zatímco k zápisu [j] se používalo písmeno G, případně Y (např. gegj = její). Teprve od tzv. analogické opravy pravopisu, kterou navrhl Josef Dobrovský na počátku 19. století, se používají písmena G, Í a J současným způsobem.

## Využití v současných jazycích

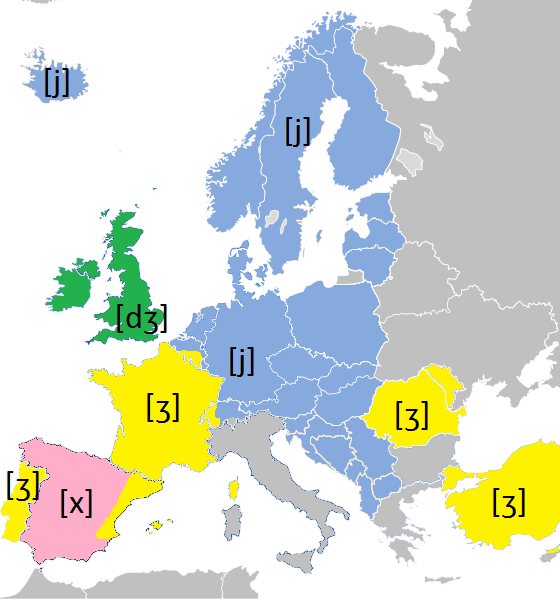
Výslovnost psaného <j> v evropských jazycích

Ve většině jazyků, které používají latinku, písmeno J označuje palatální aproximantu [j]. Takto se čte ve všech slovanských jazycích píšících latinkou (čeština, slovenština, polština, lužická srbština, slovinština, chorvatština). Písmeno J se pro zápis stejné hlásky rovněž používá i v srbské a makedonské cyrilici (jiné slovanské jazyky používají písmeno Й).
V ugrofinských jazycích (maďarština, finština, estonština), baltských jazycích (litevština, lotyština) a ve většině germánských jazyků kromě angličtiny písmeno J rovněž označuje [j].
V angličtině se J čte obvykle jako znělá postalveolární afrikáta [d͡ʒ] (jako české dž).
V románských jazycích je různá situace. Italština písmeno J téměř nepoužívá. Vyskytuje se pouze v cizích slovech. Písmeno I slouží k zápisu samohlásky [i] i souhlásky [j]. Ve španělštině J označuje neznělou velární frikativu [x] (jako české ch). V dalších románských jazycích (francouzština, katalánština, portugalština, rumunština, moldavština) se čte jako znělá postalveolární frikativa [ʒ] (jako české ž). Tímto způsobem se vyslovuje také v turečtině.